# زمرة متناوبة

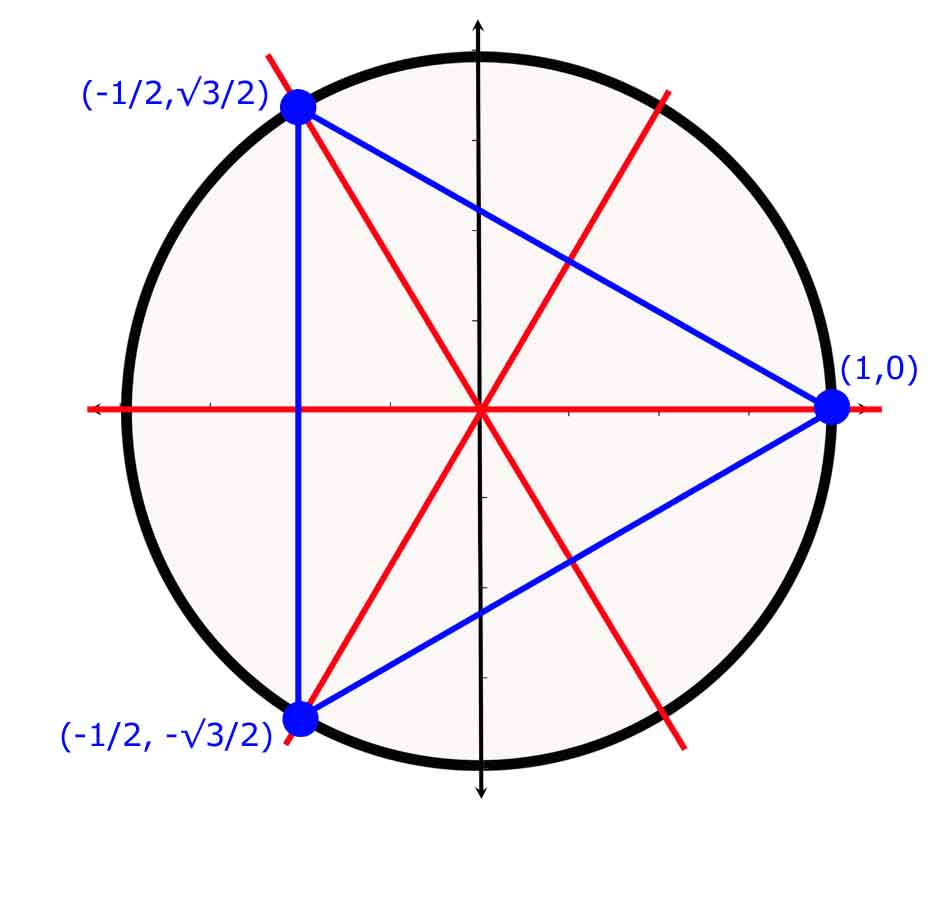

في الرياضيات، زمرة متناوبة (بالإنجليزية: Alternating group)‏ هي زمرة من التبديلات الزوجية لمجموعة منتهية.